# 다치바나 다네유키
다치바나 다네유키(일본어: 立花種恭, 1836년 4월 13일 ~ 1905년 1월 30일)는 시모테도번의 3대(마지막) 번주이자, 미이케번주이다. 어릴적 이름은 가네노스케(鐘之助)이며, 관위는 종2위, 이즈모노카미(出雲守)이며, 메이지 시대에 자작위를 받았다.
시모테도번주 다치바나 다네하루의 숙부 다치바나 다네미치(立花種道)의 아들로 태어났다. 1849년, 다네하루가 갑작스럽게 사망하자 그 양자가 되어 뒤를 이었다. 14대 쇼군 도쿠가와 이에모치의 측근이자 좌막파로서 1862년에 오반가시라(大番頭)가 되었고, 조슈 정벌에도 막부군으로 참전하였다. 1867년, 로주격이 되었고, 이듬해에는 오우에쓰 열번동맹에 가입하여 신정부군과 싸웠다. 그러나 다네유키는 도중에 동맹을 깨고 신정부측에 가담하였으며, 이에 분노한 센다이번의 공격으로 시모테도 진야(下手渡陣屋)가 소실되었다. 1868년에 미이케번으로 이봉되었고, 1871년 폐번치현으로 번지사에서 면직되었다. 1877년 10월 17일부터 1884년 5월 24일까지 가쿠슈인의 초대 원장을 지냈다. 1884년 7월 8일에 자작이 되었다. 1905년, 70세의 나이로 별세하였다.